# Nockebybanan
Nockebybanan är en omkring 5,7 kilometer lång spårväg i Gamla Bromma trädgårdsstad i Stockholm mellan Alvik och Nockeby. Banan trafikeras av spårvagnar som går på egen banvall utom vid vissa gatukorsningar, där de går i gatuspår. Spårvagnslinjen som drivs av SL har linjenummer 12 och den vanligaste benämningen lokalt är därför tolvan.
Antal resenärer per vardag var 11 700 år 2019. I Alvik finns bytesmöjlighet till tunnelbanan och Tvärbanan.

## Historik

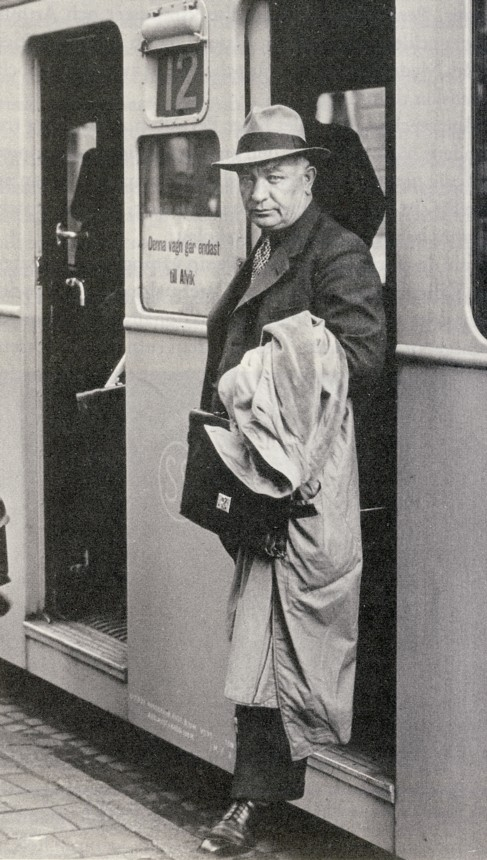
Statsminister Per Albin Hansson kliver av Tolvan vid Alvik, 1940-tal.
Denna släpvagnstyp, som i folkmun kallades för "två rum och kök", användes på förortslinjerna.

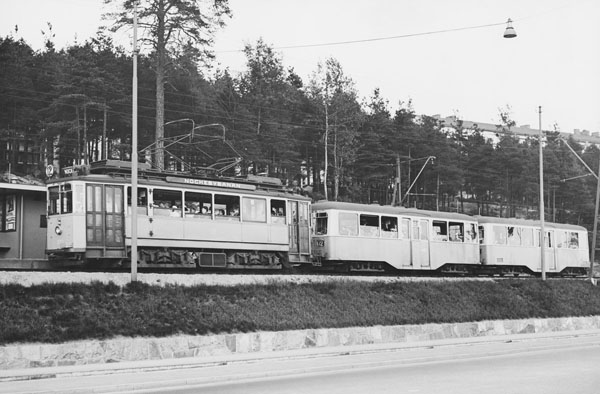
Spårvagnståg på Brommabanan vid Alvik 1937.

Spårvägslinje 2 förlängdes 1912 från Fridhemsplan till Tranebergssund. Då skyltades var fjärde spårvagn med 2T (T för Tranebergssund) och kördes ner till sundet. När pontonbron mellan Kungsholmen och Brommalandet blev färdig 1914 förlängdes spårvagnslinje nummer 2 från Fridhemsplan över bron till Alvik (1914). I Alvik delades den upp i två grenar, en längs Ulvsundavägen (1914) till Lillsjön och en till Alléparken (1914) i Äppelviken. Därefter skyltades spårvagnarna som åkte över bron till Bromma med linjenummer 2B (B för Bromma).
1919 fick Nockebybanan linjenummer 12 (Tolvan). Även Ulvsundabanan fick linjenummer 12, men bytte ett år senare, 1920, till nummer 13. Namnet Nockebybanan användes inte det första decenniet eftersom banan ännu inte var utbyggd till Nockeby. De bägge bandelarna med linjerna 12 och 13 bar fram till 1929 det gemensamma namnet Brommabanan. Fortfarande är det många som kallar linjen för "Tolvan".
Båda spårvägslinjerna nummer 12 och 13 utgick då från Tegelbacken. Under åren från 1944 till 1952 utgick även Ängbybanan från Tegelbacken. Ängbybanan, som var en snabbspårväg, trafikerades som linje 11 och gick på samma gatuspår som linjerna 12 och 13 gjort sedan 1914. Från Tegelbacken gick dessa spårvägslinjer Hantverkargatan fram till S:t Eriksgatan vid Fridhemsplan och via Tranebergsbron, som invigdes 1934, fram till Alvik.
Den blivande Nockebybanan förlängdes sedan successivt västerut från Alléparkens hållplats, som var klar 1914, till Smedslätten 1923, Ålstens Gård hösten 1924, Höglandstorget 1926 och stod klar till Källviken (Nockeby) 1929. Från Alvik till Alléparken och vidare till Klövervägen gick spårvägslinjen på gatuspår utefter Alviksvägen. Efter Klövervägen gick spårvägslinjen genom villakvarteren på en banvall mellan villorna och husen.
Pontonbron ersattes 1934 av den då nybyggda Tranebergsbron.
När västra Tunnelbanan togs i bruk 1952 bröts direktförbindelsen med spårvägsnätet i innerstaden och Nockebybanan blev en matarbana. I samband med övergången till högertrafik bytte man körriktning från vänster- till högertrafik i och med att banan räknades som spårvägstrafik. Undantaget är Alviks station som var byggd för vänstertrafik för Nockebybanan. Vid Alléparkens station anlades därför ett spårkors för att byta mellan höger och vänstertrafik. Eftersom banan räknas som spårväg finns det inte några bommar. Bilar och fotgängare måste själva upptäcka och väja för spårvägsfordonen, som i gengäld har relativt låg hastighet. Endast vid Alléparken finns det varningssignaler vid korsningen med Västerled.
Det var länge tänkt att spårvägen skulle läggas ned och ersättas av bussar. En framgångsrik lokalopinion stoppade detta förslag, och banan har under 1990-talet rustats upp. Banan var stängd för renovering juni 1997-juni 1998 och under den tiden upprätthölls trafiken av ersättningsbussar som gick sträckan Alvik-Brommaplan via eller i närheten av spårvagnsstationerna. I och med renoveringen breddades banan och efter det kan de större modernare spårvagnarna framföras på banan.
Boende i Västerort drev under slutet av nollnolltalet frågan om förbättrad trafik på Nockebybanan senare på nätterna.
Trafiken utfördes på entreprenad av AB Stockholms Spårvägar. Bolaget tog över trafiken 15 december 2024 från VR Sverige AB (tidigare namn Arriva Sverige AB). Arriva tog över trafiken från dåvarande Veolia Transport år 2012. Arrivas avtal gällde fram till i augusti 2020 med en möjlig förlängning till augusti 2024.
I december 2024 (senarelagt från augusti 2024) tog AB Stockholms Spårvägar över driften med ett tioårigt avtal.

## Banan

Nockebybanans sträckning från Alvik till Nockeby.

Spårvägen har vänstertrafik på sträckan Alvik–Alléparken för att underlätta passagerarnas byten mellan spårvagn och tunnelbana vid Alviks station, en rest från tiden före högertrafikomläggningen 1967. Banan använder tunnelbanans spår vid Alvik för att komma till Brommadepån. Den gemensamma sträckan har både kontaktledning för spårvagnarna och strömskena för tunnelbanevagnarna. Nockebybanan har spårförbindelse med Tvärbanan genom den gemensamma vagnhallen Brommadepån.

## Starten för Nockebybanan
Den 14 mars 1912 räknas som starten för Nockebybanan. Då rullade den första Brommaspårvagnen ner till den då tillfälliga hållplatsen vid Tranebergssund. Det var en spårväg, som ursprungligen byggdes för att betjäna Stockholms stads nya bostadsområden i den då lantliga Bromma socken.

## Planerna på en spårväg till Bromma
I samband med att planerna för en 16 meter bred gatubro över Tranebergssund offentliggjordes den 17 oktober 1906 presenterades tankarna på en spårväg till Bromma. För att kunna bygga och utveckla de nya områdena var brobygget en nödvändighet. Huvudvägen mot Bromma var Drottningholmsvägen. Inledningsvis måste man sänka den del av backen på Drottningholmsvägen och som sträckte sig mellan Mariebergsgatan och Lindhagensgatan på Kungsholmen. Arbetet för att sänka denna del av backen inleddes sommaren 1907 och pågick fram till sommaren 1909. I november 1908 inlämnades en ansökan till Kungl. Maj:t om koncession på en eljärnväg från Nockeby till Mariebergsgatan. Sökande var civilingenjör Carl Ramström, Roslagsbanans chef Haqvin Fogelberg och väg- och vattenbyggaren, löjtnant Nils Victorin. Banan skulle sträcka sig från en punkt i närheten av Nockeby via Olovslund - Grönvik - Ålsten - Äppelviken - Alvik och vidare ut på en vägbank försett med ett svängspann över Tranebergssund. Därefter skulle banan gå förbi Kristineberg, på en viadukt över Geijersvägen och Lindhagensgatan. Slutligen skulle banan gå i tunnel under Stadshagen med mynning i korsningen av Mariebergsgatan-Fleminggatan. Den 21 juni 1909 bifölls Lantegendomsnämndens begäran av Stadsfullmäktige. Den 23 december 1910 beviljade Kungl. Maj:t tillstånd för Stockholms stad att anlägga en dubbelspårig spårvägslinje från S:t Eriksgatan/Drottningholmsvägen till Tranebergssund och vidare över en pontonbro till en punkt mitt för Alvikens gård. Den 6 juni 1911 inleddes rälsläggningen mellan S:t Eriksgatan och Tranebergssund och slutfördes också under året i tillägg till montering av luftledningen. För en dubbelspårig banvall genomfördes på Brommasidan samtidigt röjnings, terrasserings och trumanläggningsarbeten. Under 1911 kompletterades även de arbetena med rälsläggning och montering av luftledning. Den 22 januari 1912 godkände Stockholms stadsfullmäktige ett kontrakt med Norra Bolaget. Den 14 mars 1912 kl.06.26 kunde trafiken äntligen börja.

## Utbyggnad 1914-1929

### 1914 från Tranebergssunds västra till Alvik, Alléparken och Ulvsunda
Spårvägstrafiken från Tegelbacken fram till Alvik öppnades efter att pontonbron vid Traneberg hade invigts den 28 maj 1914. Den nya pontonbron, som ersatte den första Tranebergsbron, som var en flottbro och revs efter 1850, låg något längre söderut i Tranebergssund. En öppningsbar pontonbro utan bottenförankringar med vatten-, gas- och elektriska ledningar i bron byggdes under åren 1911-1914. Den bron ut till Brommalandet klarade att bära spårvagnarna på linje 2B, som senare blev linje 12 och 13. Samma år förlängdes linje 2B från och med den 29 augusti 1914 från Alvik till Äppelviken (till Äppelvikens villasamhälle vid Alléparken) och till Ulvsunda (till Ulvsunda industriområde). I och med öppnandet av dessa linjer var den första delen av Brommas spårvägsanläggning utförd. Spårvägsanläggningen i Bromma ägdes av Stockholms stad och utfördes av Lantegendomsnämnden. Spårvagnen startade från Tegelbacken och vid den tiden gick vart fjärde tåg på linje 2 förbi Fridhemsplan och vidare ut till Äppelviken i Bromma och en pendelvagn upprätthöll trafiken mellan Alvik och Ulvsunda. Den 1 februari 1917 inrättade ett nytt bolag en särskild brommalinje, där vartannat tåg gick till Äppelviken och vartannat till Ulvsunda från Tegelbacken.

### 1923 förlängning från Alléparken till Klövervägen och Smedslätten

Stadsplan för Smedslättens Trädgårdsstad 1922, där förslaget till spårvägens dragning till Smedslättstorget tydligt syns. Förslaget tillhör stadsplanenämndens skrivelse till fastighetsnämnden av den 16 maj 1922 och är undertecknat av arkitekten och stadsplaneraren Per Olof Hallman och godkändes den 25 augusti 1922.

I samband med stadsplanen var en viktig förändring att spårvägslinjen väster om Klövervägens hållplats nu vek av från Alviksvägen och i övrigt följde en färdig terrasserad spårvägsgata genom villakvarteren och fram till den stadsliknande bebyggelsen vid Smedslättstorget. Detta var ett system som sedermera gick igen i samband med allt fler stadsplaner och som var kostnadsbesparande vid projektering av gator och vägar. Samtidigt kunde spårvägen få en linjesträckning där trafikbehovet var störst.
År 1922 var byggnationen av bostäderna i Bromma i Ulvsunda villastad och i Äppelviken från Alviksvägen ner till Mälarens strand färdigbyggda. På grund av byggnationen av en avloppstunnel fick bebyggelsen fortsätta längs Mälarens strandområden och därför fick spårvägslinje 12 efter bästa förmåga dras fram genom den delvis besvärliga terrängen. Områdena norr om Alviksvägen bebyggdes inom loppet av två år efter det att Stockholms stad år 1922 lyckats köpa Smedslättens gårds områden. Utefter den nya bansträckningen hade projekteringen den 6 juli 1923 kommit så långt att spårvägens ban- och luftledningspersonal kunde inleda arbetet med rälsläggning och montering av luftning. Under sommarmånaderna färdigställdes banan och godkändes slutligen för trafik den 29 september 1923. Den 1 oktober 1923 öppnades den nya bansträckan. Den nya bansträckningen bestod av 1.243 meter dubbelspår och 179 meter enkelspår. Den första Äppelviksvagnen körde redan vid sextiden på morgonen förbi den gamla hållplatsen i Äppelviken och på den nya banvallen fram till Smedslätten. Vagnen var flaggprydd liksom samtliga följande vagnar under dagens lopp.
Utbyggnaden av Äppelviken var attraktiv för en välbeställd medelklass och där gjordes tomterna dubbelt så stora som i Enskede. Villorna där skulle utformas i enlighet med svensk tradition enligt anvisningar i stadsplanen och därför kom detta stadsplaneområde att karakteriseras av en speciell stil. År 1920 var Äppelviksområdet nästan fullbyggt helt bort mot den privatägda Smedslättens gård. Efter att Smedslättens gårds områden var fullbyggda kom turen till det intilliggande Ålsten, som staden köpt 1908 och som nu var det nya exploateringsområdet. För att nå de nya områdena måste man antingen köpa delar av Smedslättens gård eller dra spårvägen runt eller norr om den privata egendomen. Under 1922 kunde dock ett avtal utarbetas och undertecknas efter förhandlingar.
Spårvägen kunde så äntligen från hösten 1923 förlängas från Äppelviken och fram till det nybyggda Smedslättstorget. Torget var då fortfarande en del av Ålstensvägen, som senare bytte namn till Herman Ygbergs väg norr om Smedslättstorget och Solviksvägen söder om torget. En ny trafikplan för södra Bromma utarbetades även i samband med arbetet med stadsplanen. Den bärande idén för planen var att låta en snabbspårvägslinje tillgodose trafiken istället för den grenlinje, som tidigare föreslagits.

### 1924 förlängning från Smedslätten till Ålstensgatan och Ålstens Gård

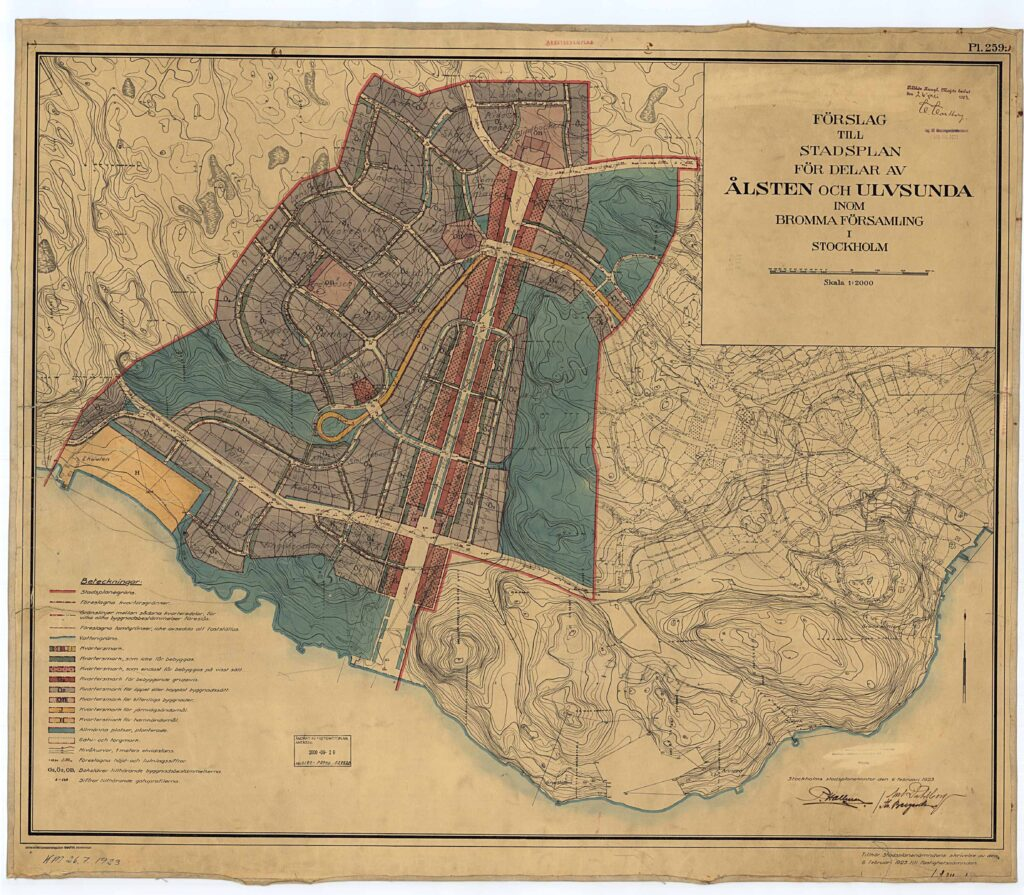
Stadsplan för Ålstens Trädgårdsstad 1923, där förslaget till spårvägens dragning fram till Ålstens Gårds vändslinga tydligt syns. Förslaget undertecknades av Stockholms stadsplanekontor den 6 februari 1923 av arkitekt och stadsplanerare Per Olof Hallman, fastighetsdirektör Axel Dahlberg (1882-1963) och arkitekt och stadsplanerare Thure Bergentz (1892-1965). Detta är den första stadsplanekartan för Ålsten. Delar av kartan gäller idag, men den överlappas av ett antal senare planer. En del av dessa planer är inte större än ett frimärke (Frimärksplaner).

Den 30 augusti 1924 togs den nya sträckningen från Smedslättens hållplats till slingan i Ålsten (Ålstens Gård) i reguljär trafik, samma dag kördes invigningståget på banan. Den nya bansträckningen var 1.117 meter dubbelspår. Tågens antal ökades då från tre till fyra. Redan 11 månader efter förlängningen till Smedslätten förlängdes brommalinjen genom ålstensområdet och fram till Ålstens Gård. Detta var en sträcka på en dryg kilometer med dubbelspår. Stockholms stadsfullmäktige behandlade den 6 mars 1923 en framställan från Stockholms Spårvägar om en koncession för en dubbelspårig anläggning mellan Smedslättstorget och Ålstens gård. Detta förslag innebar en utbyggnad utefter den särskilda spårvägsgata som via Ålstens Gård och Ålstens torg (Ålstensgatan) nådde fram till vändslingan vid Ålstens Gård. Linjen till Ålstens Gård öppnades för trafik den 30 augusti 1924. Ett år tidigare, i juli 1923 hade stadsplanen för områdena runt Ålstens torg fastställts och byggnadsarbetena inleddes omedelbart. Området karakteriserades inledningsvis av sina nödtorftigt utbyggda gator och vägar på grund av den stora efterfrågan på tomter. Våren 1925 följde ytterligare en stadsplan för områdena runt Ålstens Gård och det vackra höjdpartiet däromkring. Trafikunderlaget för spårvägen var relativt gott på grund av den stora inflyttningen i området. Men att få bedriva busstrafik i området avslogs av Stadskollegiet 1926 och efter två års uppehåll i fortsatte utbyggnaden av spårvägen mot nybyggnadsområdena i västra Ålsten.

### 1926 förlängning från Ålstens Gård till Höglandstorget
Terrasseringsarbetena började redan på våren 1926 och den nya bandelen började byggas den 20 juli 1926. Sedan byggdes linjen successivt allteftersom terrasseringsarbetena framskred. Banan är dubbelspårig och 905 meter lång. De fortsatta spårvägsbygget i nybyggnadsområdena i västra Ålsten byggdes nu på en uppbyggd bank under Ålstensberget och fram till en bro som överbryggade Djupdalsvägens skärning och slutligen in mot Höglandstorget. Från den uppbyggda banken under Ålstensberget har man en enastående utsikt över Mälarens vatten. Vid Höglandstorget, som byggdes på 1920-talet och namnsattes 1924, anordnades tillfälligt en vändslinga strax väster om torget, som var rektangelformat. Stadsdelen Höglandet fick sitt namn först 1934. Den dubbelspåriga banan från Ålstens Gård till Höglandstorget var cirka 820 meter och den utbyggdes efter vanlig järnvägsstandard, vilket var brukligt. Vid invigningen den 1 oktober 1926 hade vagnens långskyltar försetts med det nya namnet Höglandstorget. Det blev allt fler som flyttade in i området och man byggde vidare bland den kuperade skogklädda terrängen. Befolkningen från yttersta Ålsten, Grönvik och Nockeby hade fördel av den nya linjen. Men i detta område, som kallades västra Ålsten, hade man då visserligen ännu inte fått upp några villor ännu.

### 1929 förlängning från Höglandstorget till Olovslund, Nockeby torg och Nockeby

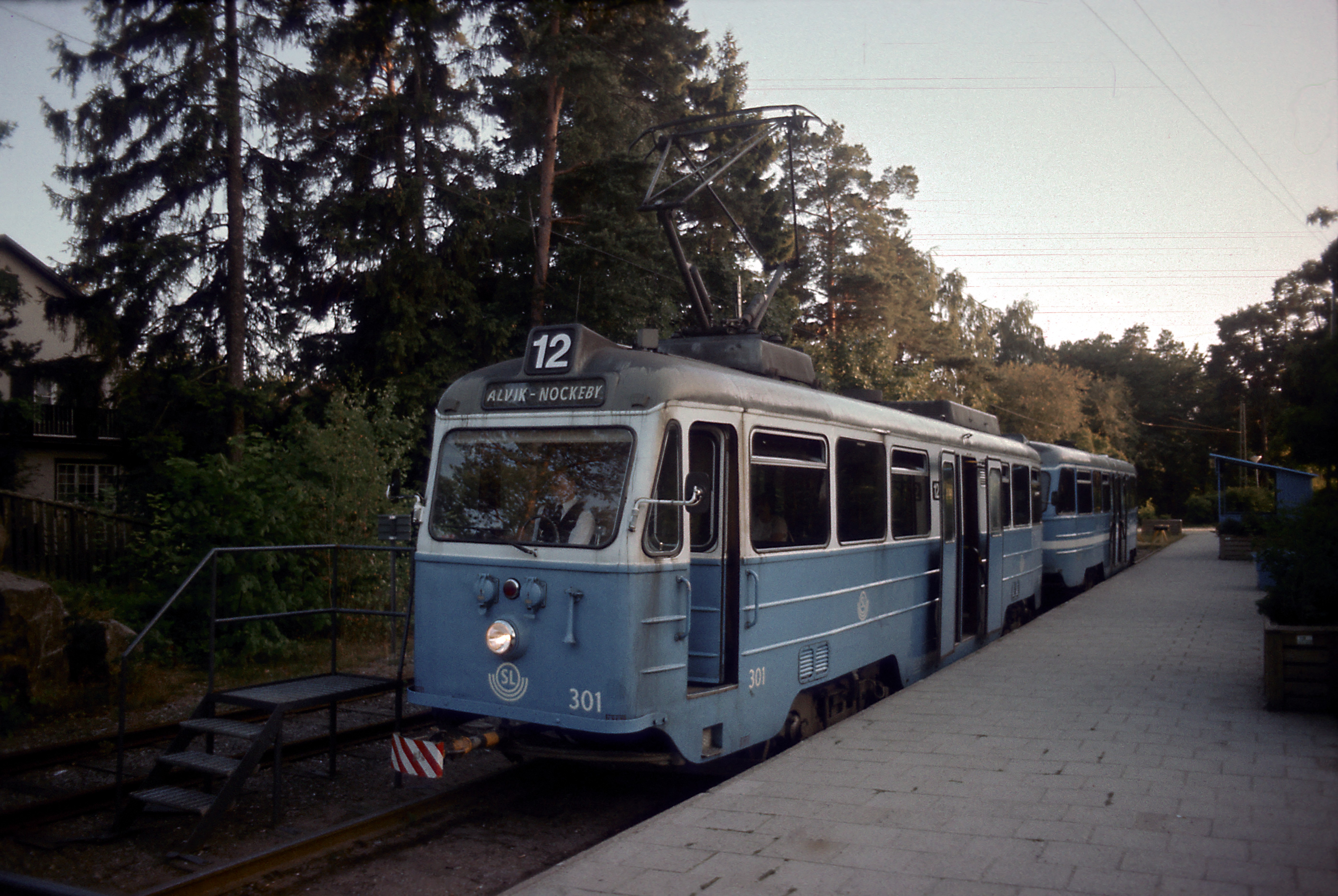
12:ans spårvagn vid ändstationen på Nockebybanan, Nockeby hållplats i juli 1992.

Det första tåget till slutstationen Nockeby anlände den 30 september 1929, det var ett extratåg för representanter för stadsfullmäktige, spårvägsstyrelsen och pressen. I vänthallen vid Nockeby, som var smyckad med flaggor, väntade ett stort kaffebord för premiärtågets gäster och spårvägspersonalen.
Liksom tidigare reserverades mark för en spårväg i samband med stadsplanen för Nockeby under juni 1928. Banans sträckning, som var 1.700 meter lång, gick från Höglandstorget och fram till en punkt vid Drottningholmsvägen strax ovanför Nockeby. I en intervju i Trädgårdsstädernas tidning berättar fastighetsdirektör Axel Dahlberg den 19 april 1929 följande. "Att terrasseringsarbetena för banan tagit sin början. Banan sträcktes vidare från Höglandstorget genom bergs- och skogspartier i en krök ned mot Olovslundsområdet mellan Djupdalsvägen och Mälaren och kommer så fram till den nya trädgårdsstadens centrum som döpts till Nockebytorg. Från Nockeby går spårvägen fram till krönet av Nockeby backe i omedelbar närhet av Nockebybron." Tre hållplatser har anordnats utefter den nya sträckningen, nämligen Olovslund, Nockebytorg och Källviken, innan banan via en vändslinga nådde fram till banans slutpunkt. Den 30 september 1929 förlängdes linjen fram till Nockeby och den blev då slutstation för den linje som staden påbörjat för 18 år sedan. Då linjen hade färdigställts beräknades att omkring 25.000 människor skulle betjäna sig av Nockebylinjen. Där Sankta Birgitta kyrka, som byggdes 1962 i Nockeby, är belägen fanns tidigare en vändslinga för spårvagnarna med hållplatserna Källviken och Nockeby. Kyrkan är belägen något hundratal meter från Nockebybanans nuvarande slutstation station Nockeby.
Byggnadsverksamheten inom detta område ökade även sedan spårvägen hösten 1929 hade utsträckts genom nockebyområdet till Drottningholmsvägen. Vid Nockebytorg började de första byggnaderna resa sig. Från torget strålade bebyggelsen ut i huvudsak i östlig och sydlig riktning.

## Äldre bilder från Nockebybanans hållplatser
Spårvagnshållplatserna vid Nockebybanan hade 1920-talets kiosker av pagodmodell och de ritades av arkitekten Fritz Gripe. Han var tjänstgörande arkitekt utom stat vid Byggnadsstyrelsen från 1922 och intendent där från 1931. Kioskerna i pagodmodell ersattes i början av 1950-talet av en funktionalistiskt utformad modell i starka färger. Ritningarna på de ursprungliga så kallade väntpaviljongerna vid Smedslätten och Ålstenstorg var båda signerade Waldemar Johanson, december 1925. Han ritade kiosker åt Pressbyrån och ett 20-tal funktionalistiska kiosker kom att uppföras runt om i huvudstaden. Den enda kvarvarande av dessa kiosker står idag på Saltsjöbanans station Lillängen. Paviljongerna var små eleganta trähus med en sluten del för kiosken och en öppen del för de väntande. Paviljongerna byggdes vid hållplatserna efter hand som stadsdelen och spårvägen växte fram på 1920-talet. I Alvik, där 12:ans spårvagn delade perrong med Ängbybanan, var dock paviljongens kiosk och väntsal byggd i funktionalistisk stil.

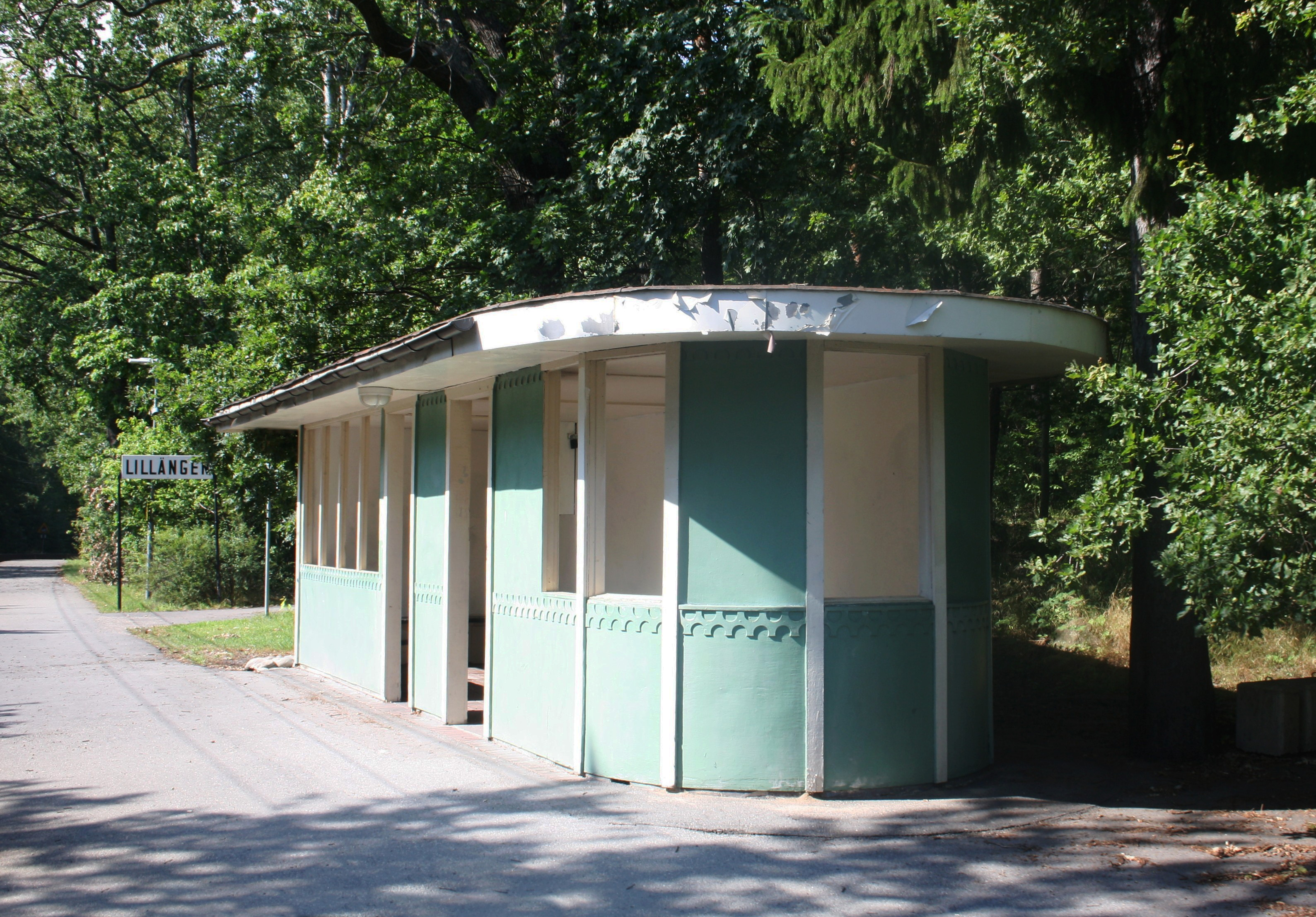
Kiosken vid Lillängens station på Saltsjöbanan finns fortfarande kvar, den är ritad av Waldemar Johanson liksom flera av väntpaviljongerna på Nockebybanan på 1920-talet.
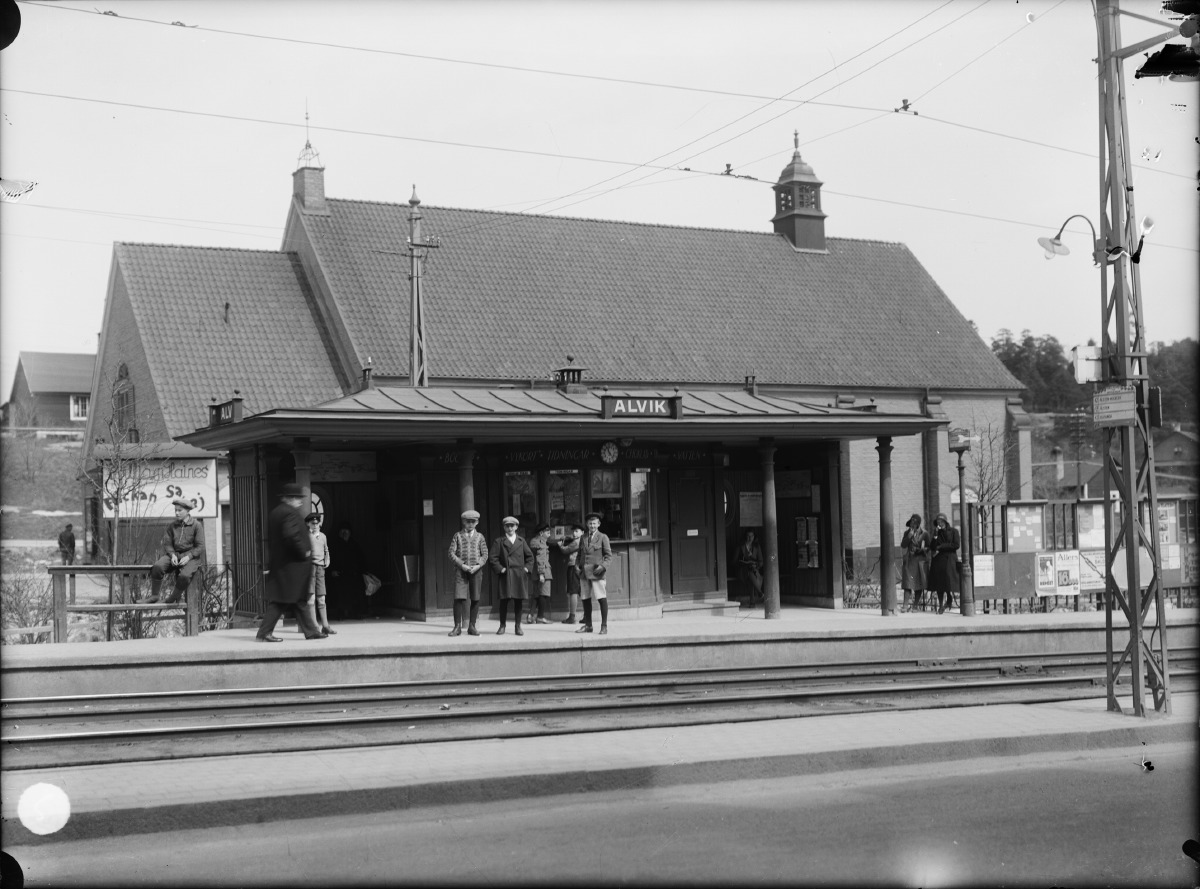
Alvik spårvagnshållplats utanför Bromma-Teatern på Gustavslundsvägen 1931. Väntpaviljongen ritades av Waldemar Johanson.
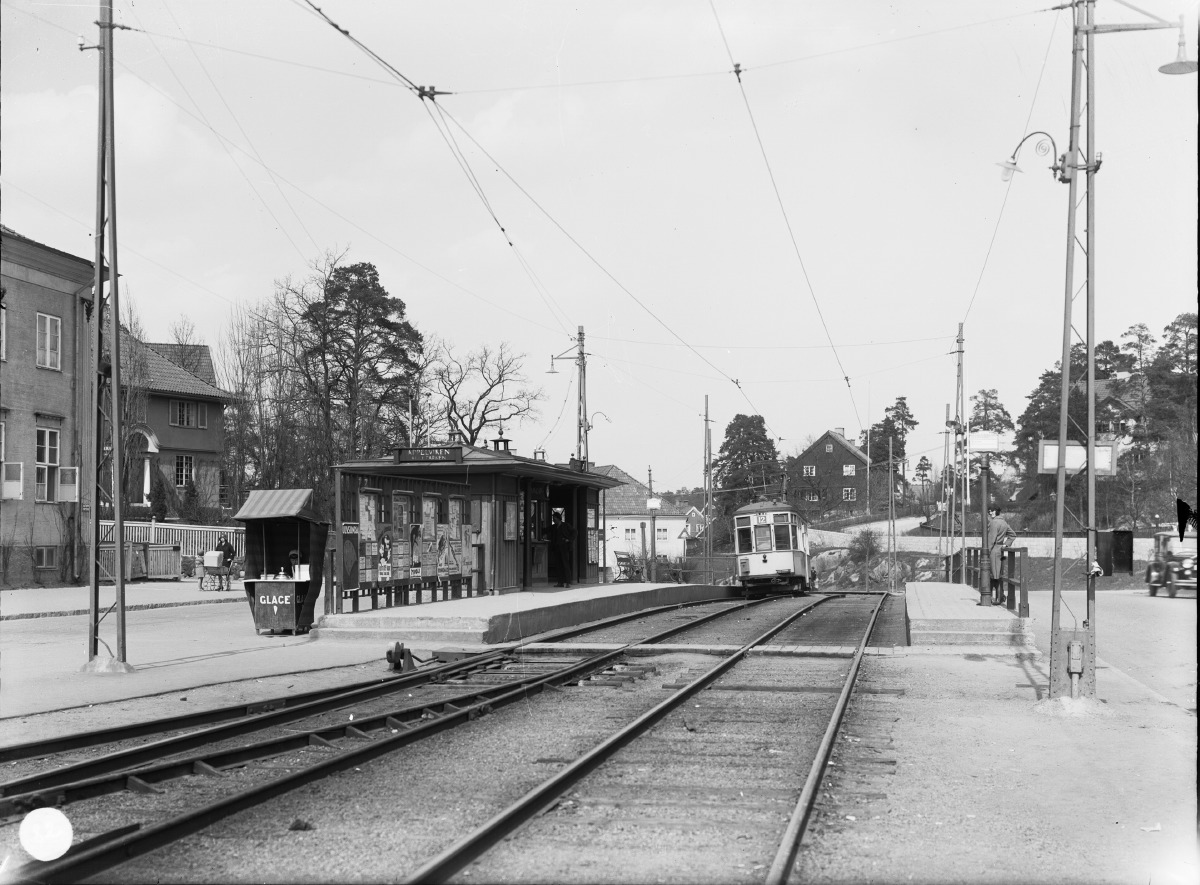
Alléparken spårvagnshållplats i Äppelviken 1931. Spårvagnen är på väg mot Alvik. Väntpaviljongen ritades av Waldemar Johanson.
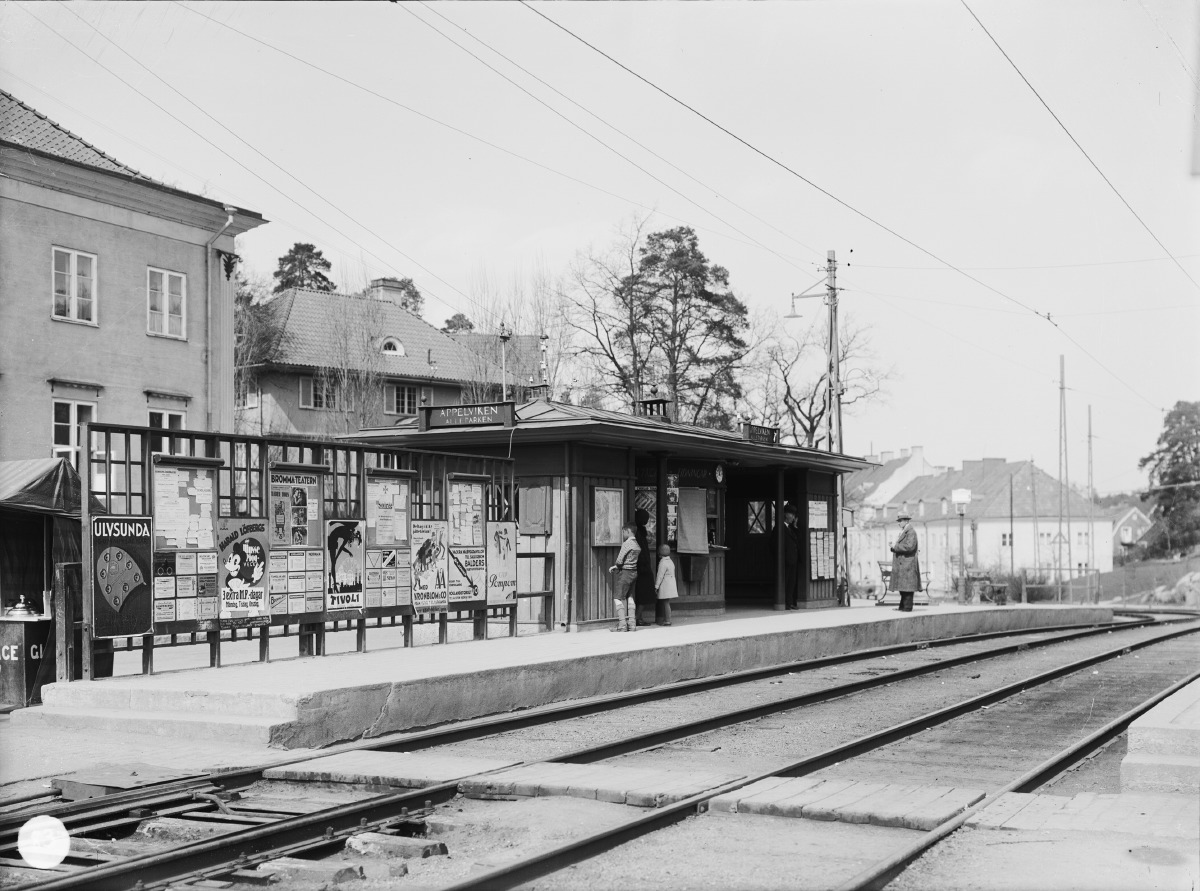
Alléparken spårvagnshållplats i Äppelviken 1931. Väntpaviljongen ritades av Waldemar Johanson.
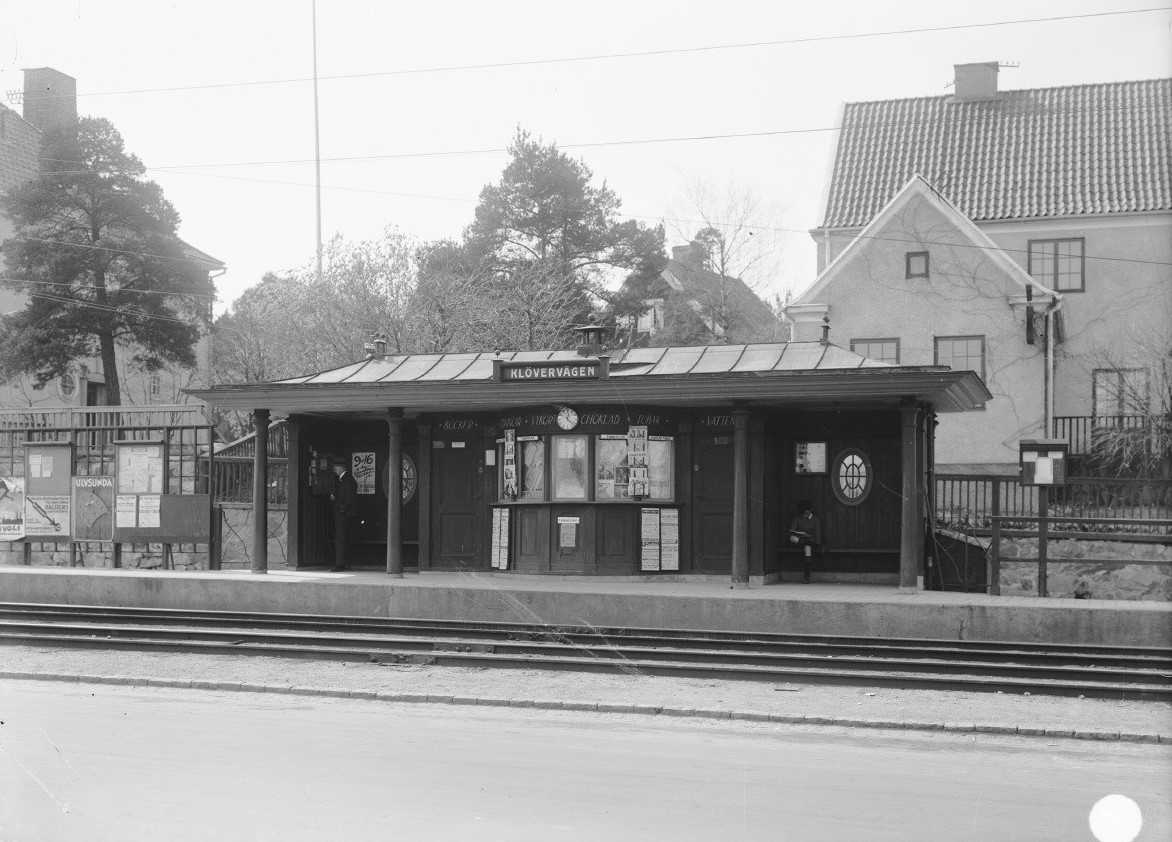
Klövervägen spårvagnshållplats i Äppelviken 1931. Väntpaviljongen ritades av Waldemar Johanson.
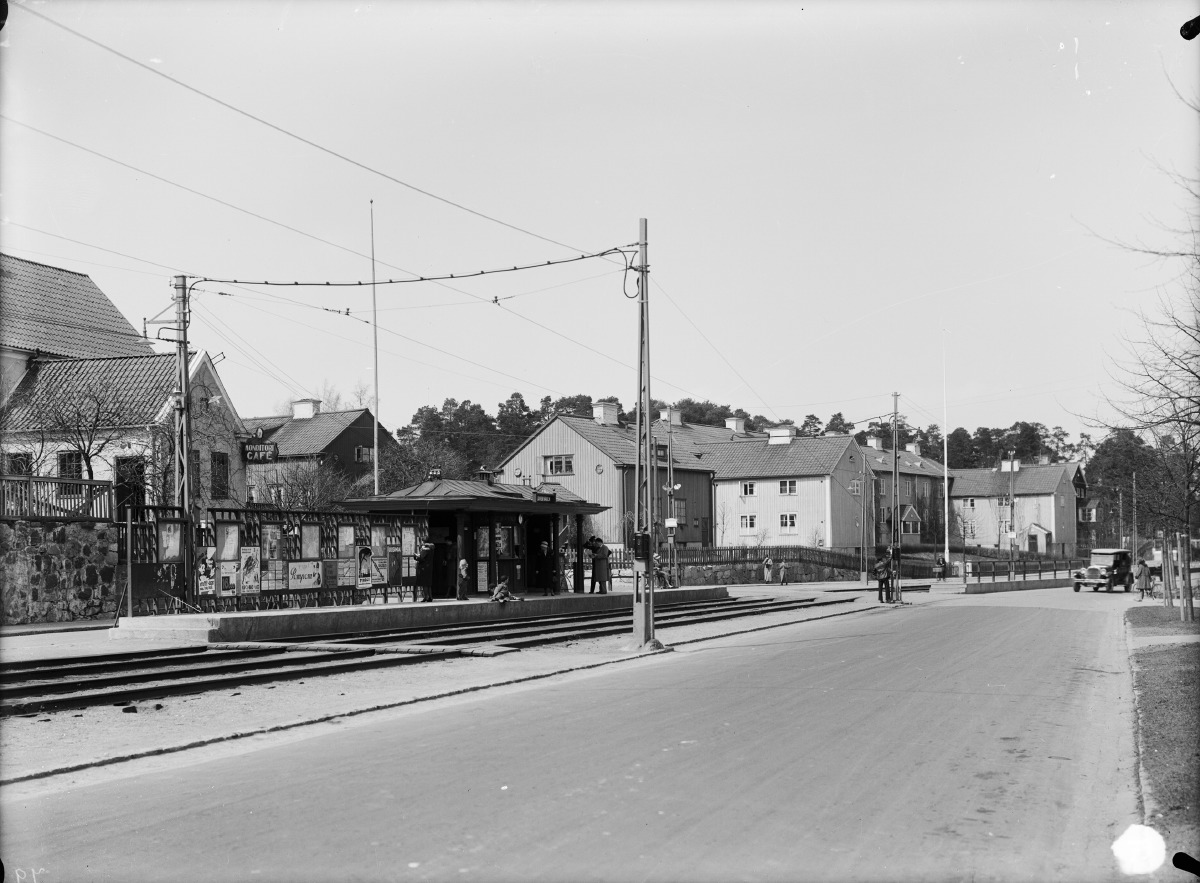
Klövervägen spårvagnshållplats i Äppelviken 1931. Väntpaviljongen ritades av Waldemar Johanson.
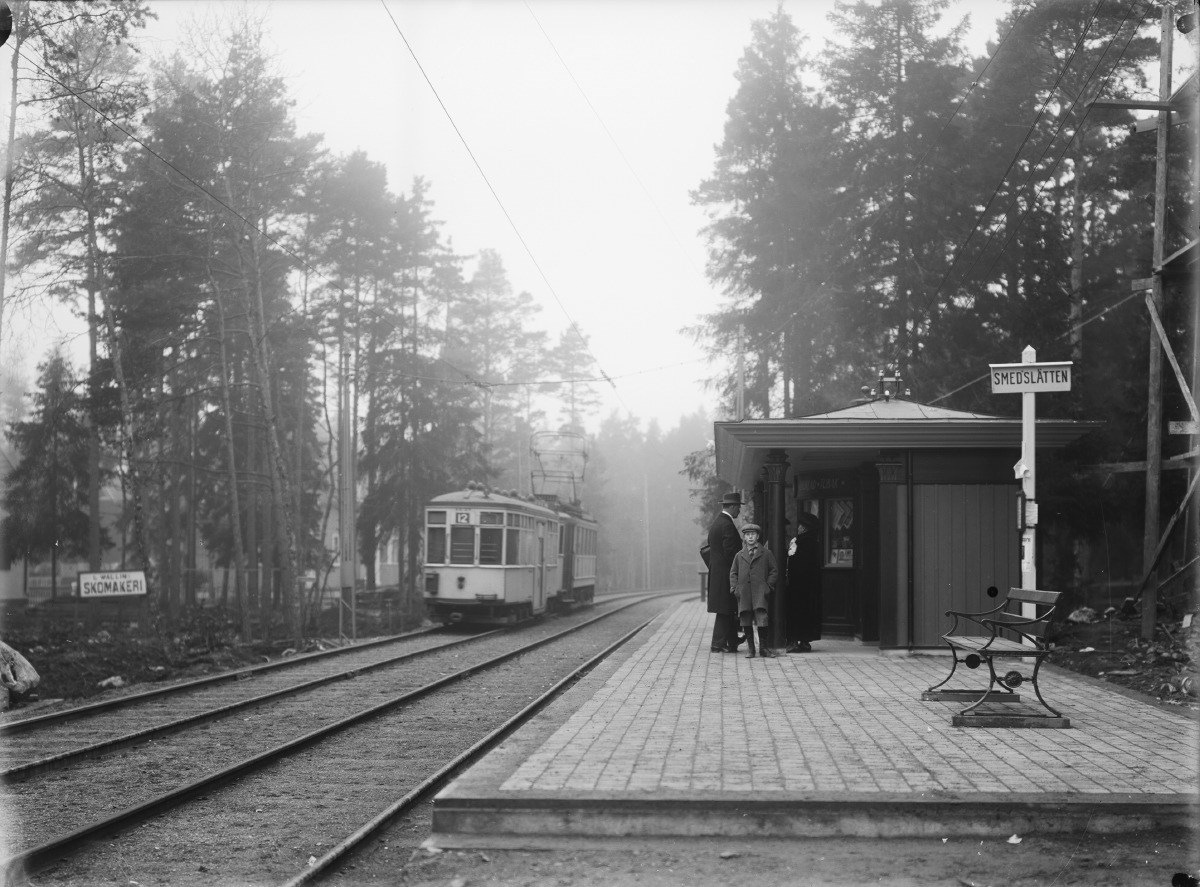
Smedslätten (Nockebybanan) spårvagnshållplats vid Smedslättstorget 1923. Väntpaviljongen ritades av Waldemar Johanson.
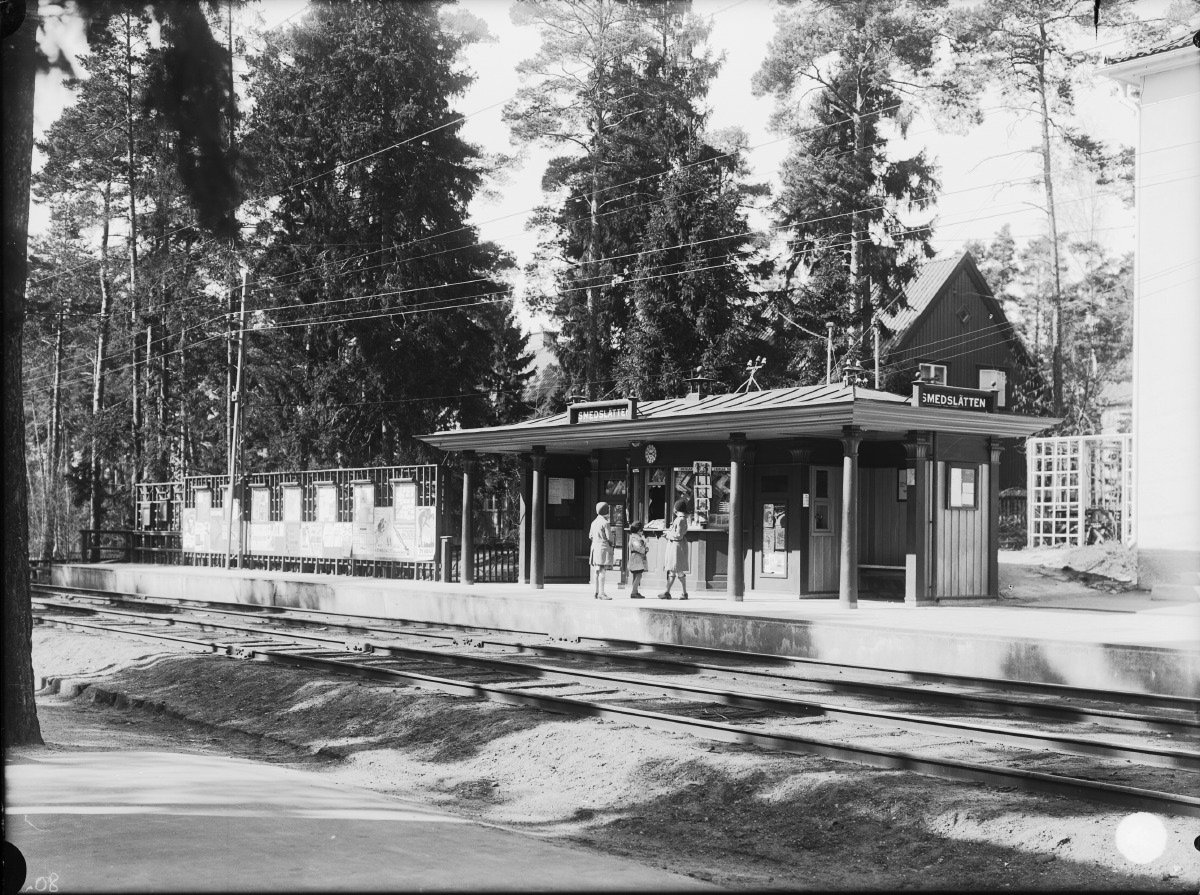
Smedslätten (Nockebybanan) spårvagnshållplats vid Smedslättstorget 1931. Väntpaviljongen ritades av Waldemar Johanson.
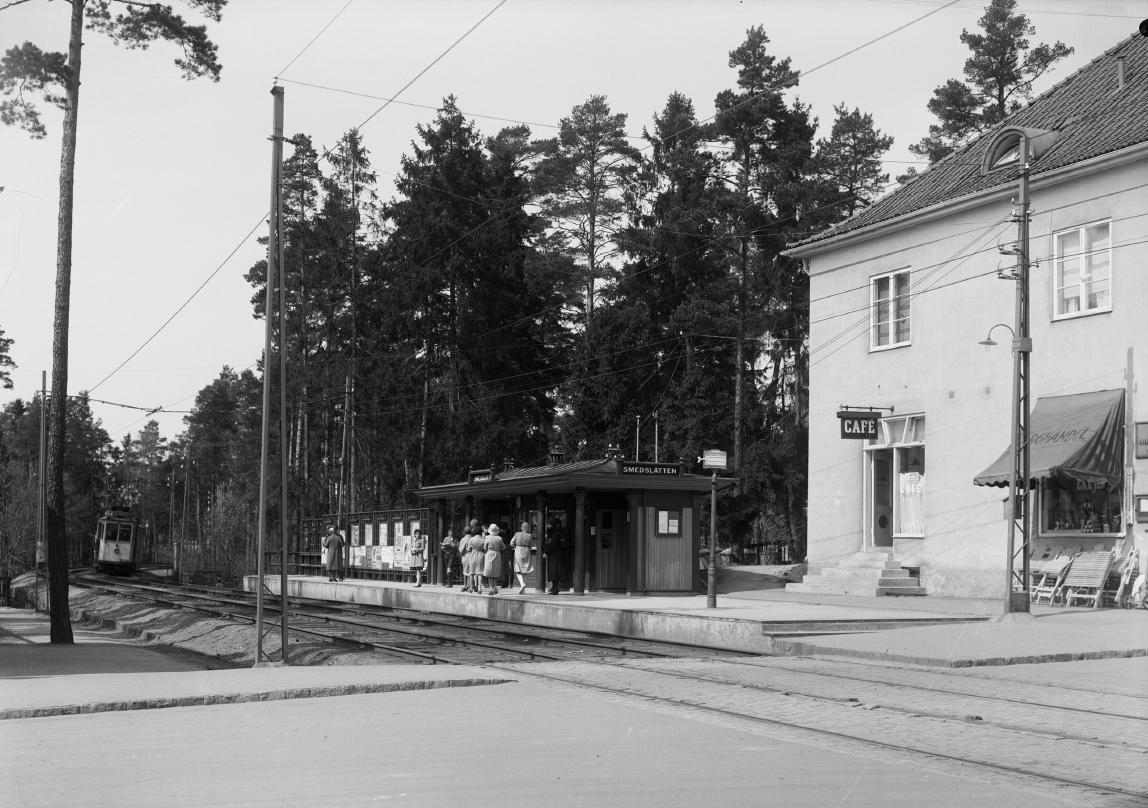
Smedslätten (Nockebybanan) spårvagnshållplats vid Smedslättstorget 1931. Väntpaviljongen ritades av Waldemar Johanson.
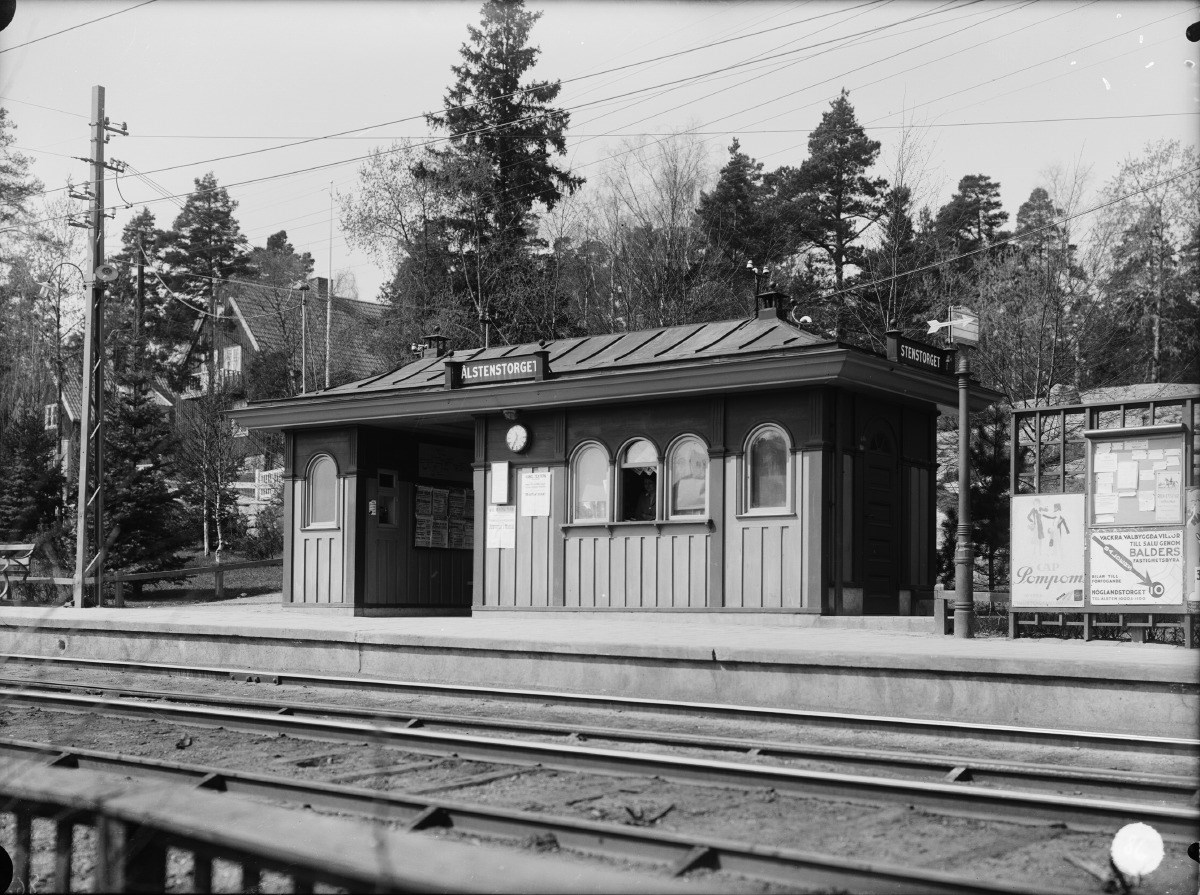
Ålstenstorget spårvagnshållplats vid Ålstensgatan 1931. Väntpaviljongen ritades av Waldemar Johanson.
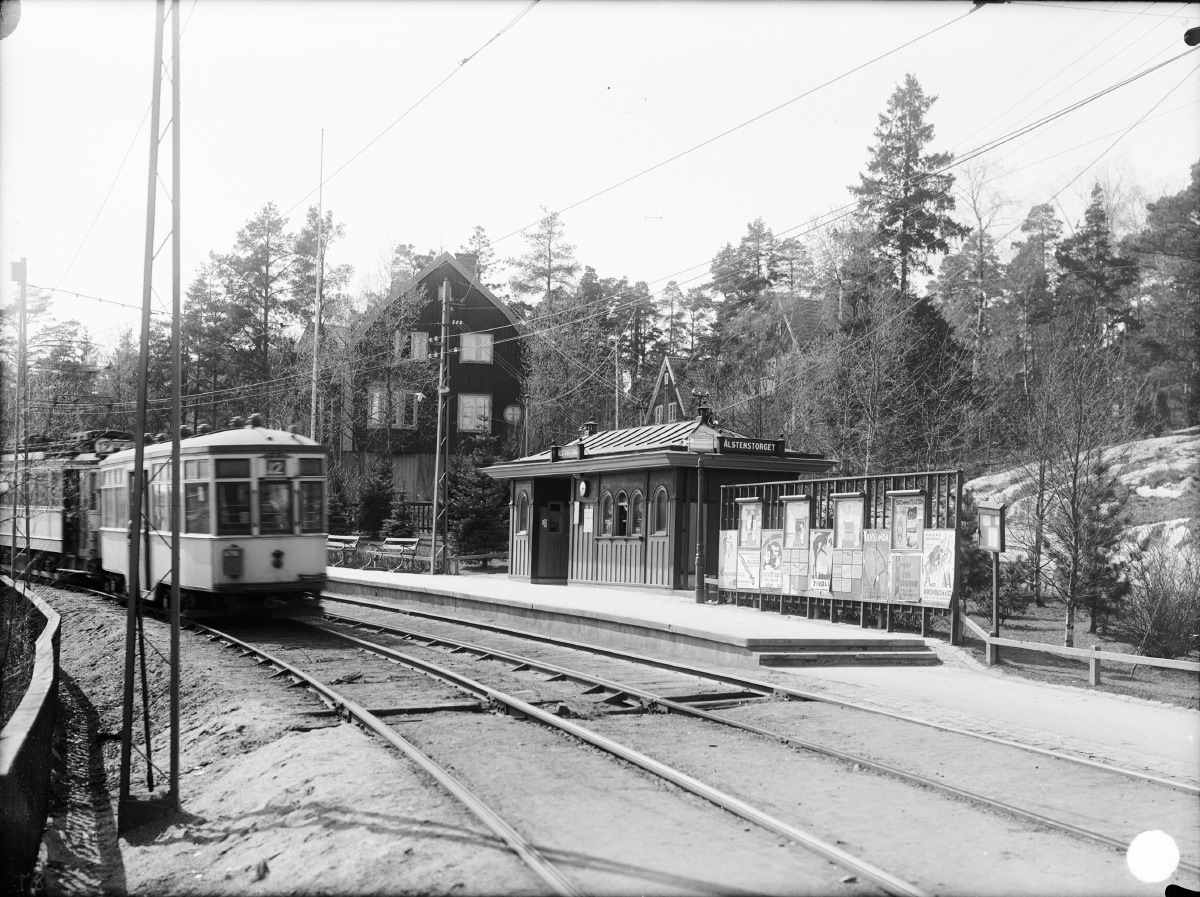
Ålstenstorget spårvagnshållplats vid Ålstensgatan 1931. Väntpaviljongen ritades av Waldemar Johanson.
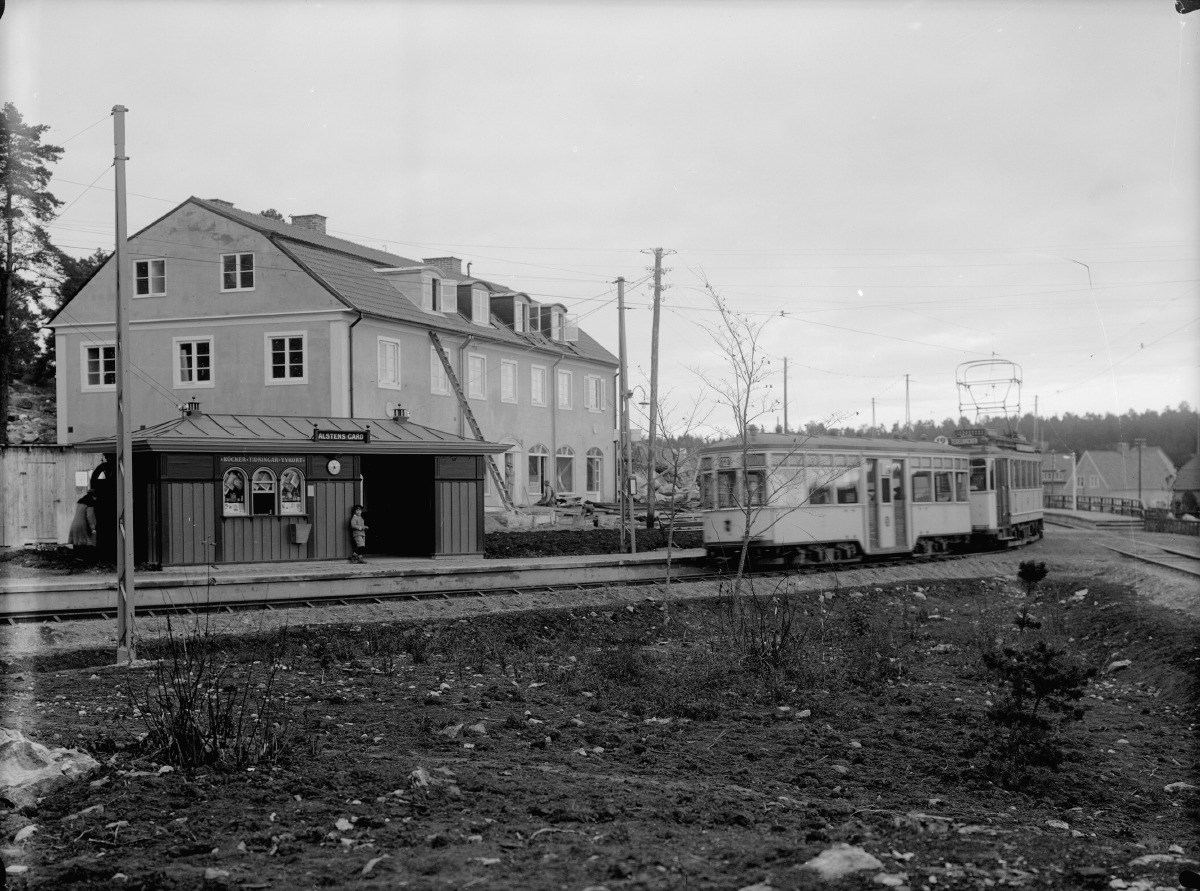
Ålstens Gård spårvagnshållplats i Ålsten 1920-talet. Väntpaviljongen ritades av Waldemar Johanson.
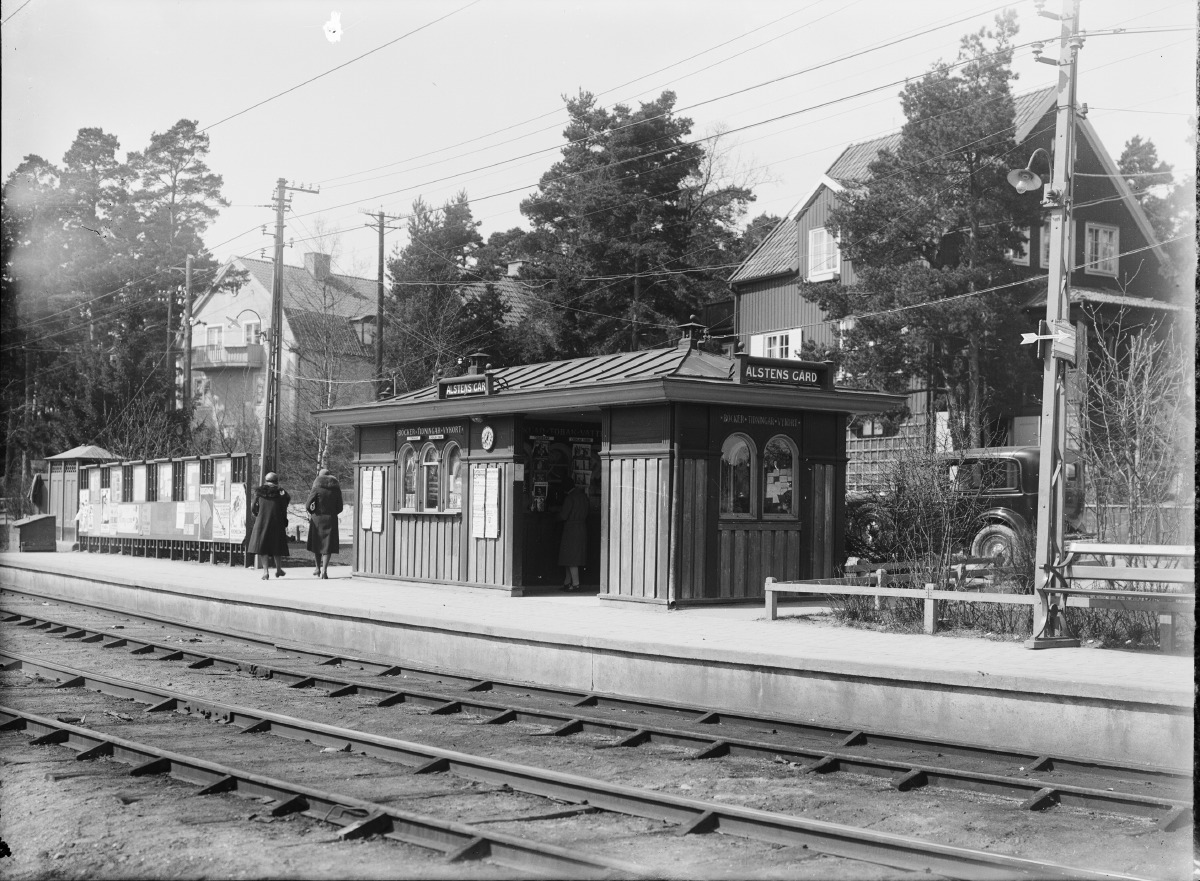
Ålstens Gård spårvagnshållplats i Ålsten 1931. Väntpaviljongen ritades av Waldemar Johanson.
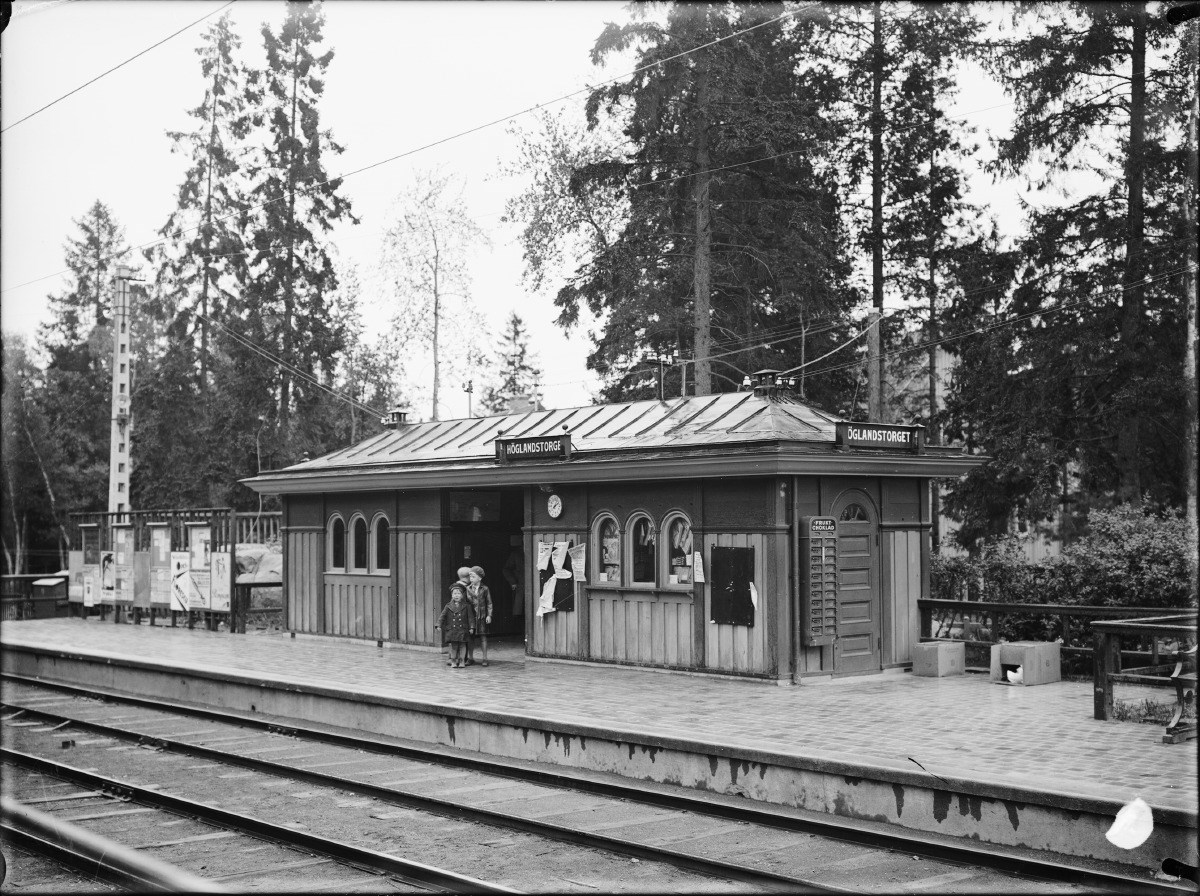
Höglandstorget spårvagnshållplats i Höglandet 1931. Väntpaviljongen ritades av Waldemar Johanson.
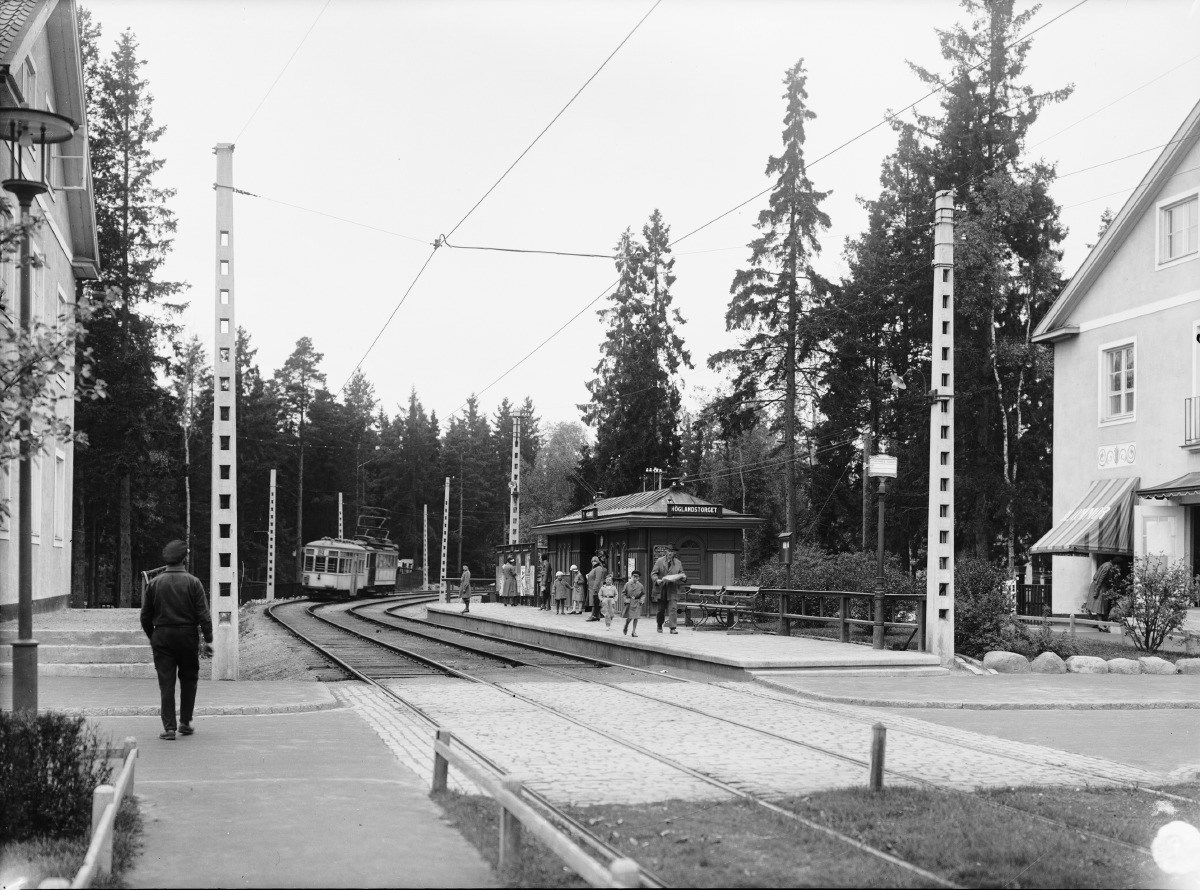
Höglandstorget spårvagnshållplats i Höglandet 1931. Väntpaviljongen ritades av Waldemar Johanson.
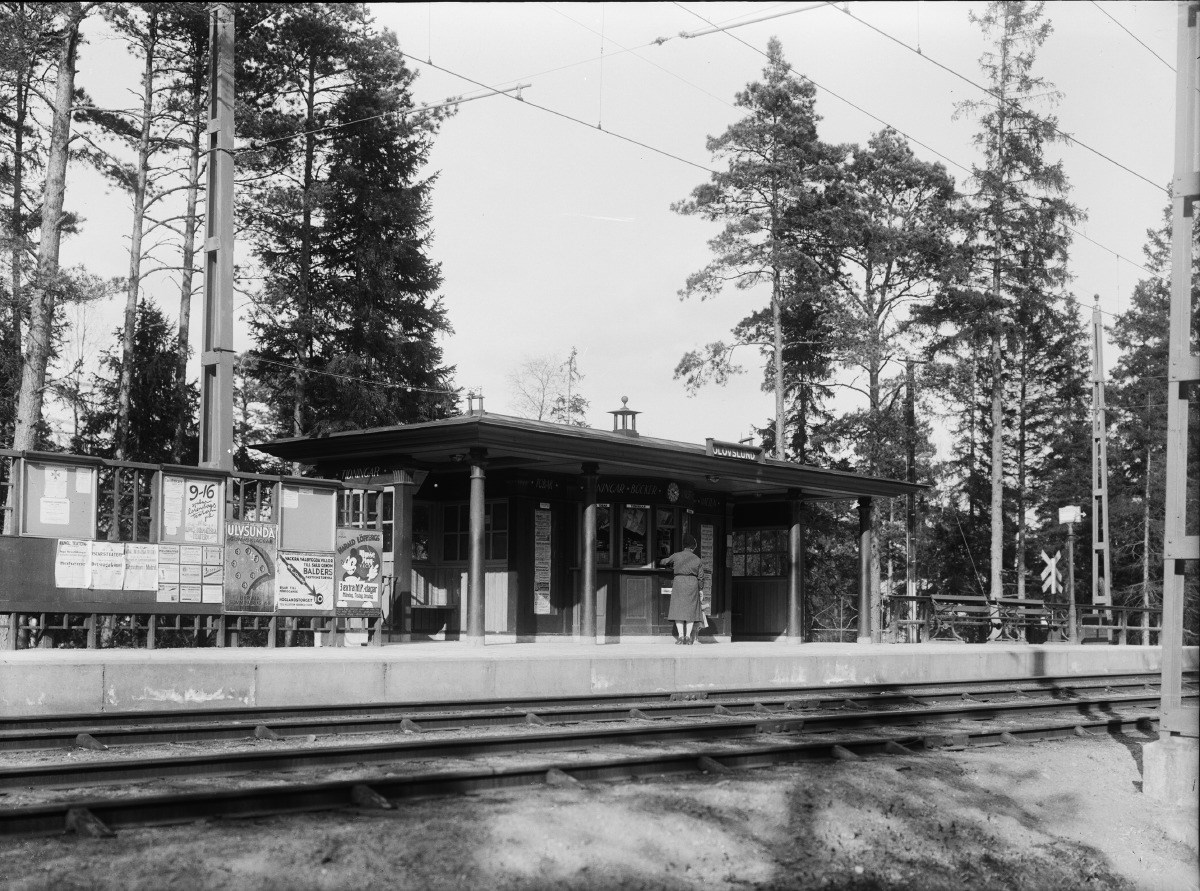
Olovslund spårvagnshållplats 1931. Väntpaviljongen ritades av Waldemar Johanson.
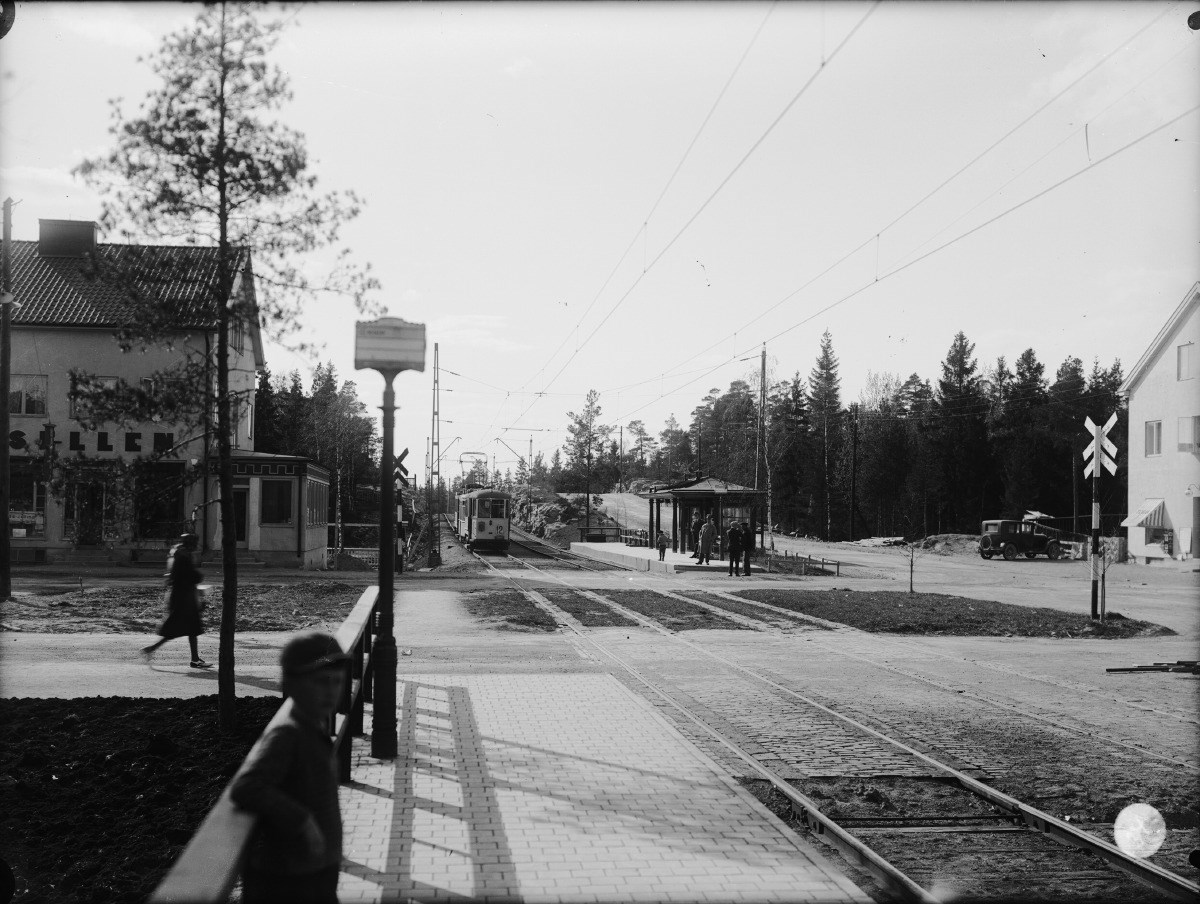
Nockeby Torg spårvagnshållplats 1931. Väntpaviljongen ritades av Waldemar Johanson.
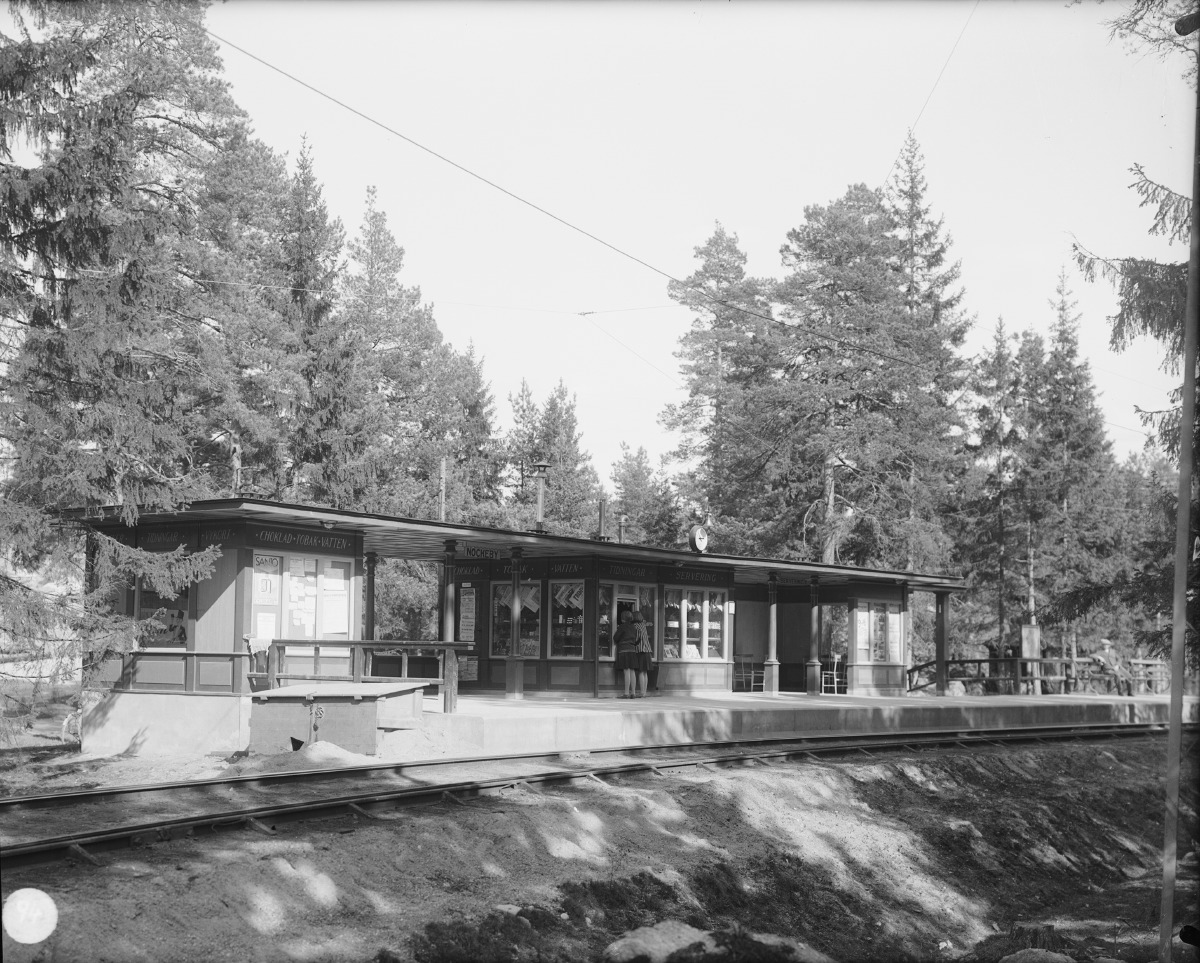
Nockeby (Nockebybanan) spårvagnshållplats i Nockeby 1931.

## Trafik

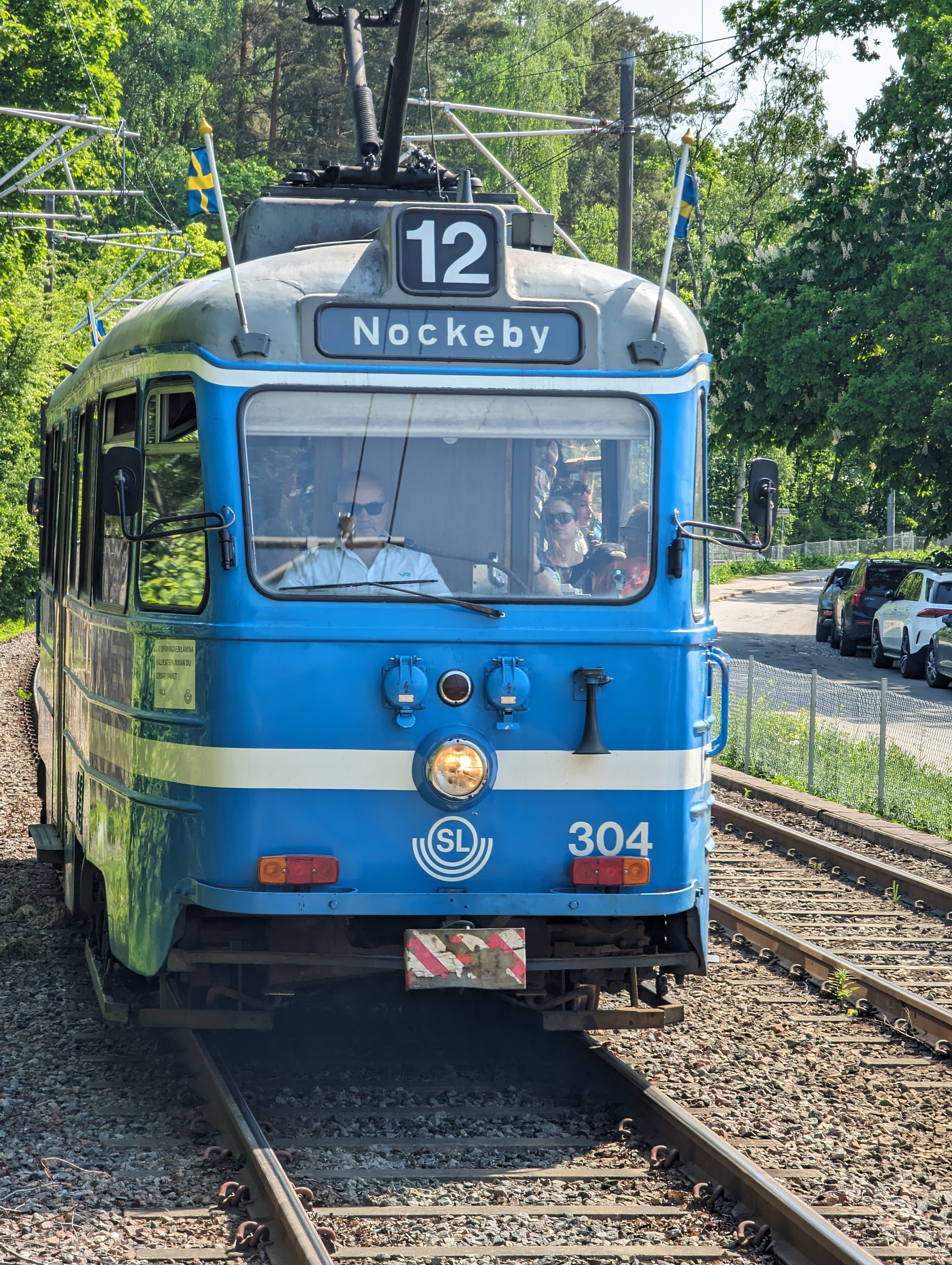
A30 (spårvagn) på linje 12 2024

Banan trafikeras av linje 12, som den benämnts sedan 1919 med undantag för 1975–1989 då linjenumret var 120. Från början trafikerades Nockebybanan av vissa turer av innerstadslinjen 2, kallade 2B (B som i Bromma). Hösten 1919 fick linjen ett eget nummer, linje 12. Linjen hade sin ändpunkt i innerstaden vid Tegelbacken tills tunnelbanan kom och den kortades av vid Alvik. Tidigare gick en insatslinje med ändhållplats Ålstens Gård där det fanns en vändslinga. Denna insatslinje hade nummer 12Å. Vändslingan fanns kvar ända in på 1990-talet (utan att användas) för att slutligen ersättas av bostäder.
Turtätheten våren 2014 är var 6:e minut i rusningstrafiken och var 12-20 minut resten av dagen.

## Biljettstolpe på Nockebybanan i stället för konduktörer
I Stockholm avvecklades merparten av det historiska nätet av spårvagnstrafiken efter slutet av andra världskriget och fram till högertrafikomläggningen 1967. Spårvägarna avvecklades för att lämna plats åt bilismen som då växte exponentiellt mycket. Det var bara Nockebybanan och Lidingöbanan, som båda var anlagda på egen banvall, som överlevde denna period då spårvägarna lades ned. Den 10 juni 2017 gick sista turen för konduktörerna på både Nockebybanan och Tvärbanan och ersattes av biljettstolpar. Detta innebär att konduktörer inte längre ska visera biljetter på varken Nockebybanan eller Tvärbanan. Istället ska resenärer blippa sina SL-kort eller betalkort mot biljettstolpar på perrongerna.

## Fordon
Fram till 1940-talets början trafikerades banan av spårvagnar av typen A11 och A12 med B11 och B12 som släpvagnar. Dessa ersattes så småningom av spårvagnar typ A24 (Ängbyvagn) och släpvagnar typ B24, sedermera ombyggda med förarhytt i ena änden till manövervagnar. Dessa tog helt över driften på Nockebybanan när tunnelbanan öppnade sträckan Kungsgatan/Hötorget-Vällingby 1952. Vid införandet av högertrafik 1967 kunde A24 på Nockebybanan lätt byta från vänstertrafik vid hållplats Alléparken och behålla vänstertrafikanslutningen till tunnelbanan i Alvik. På 80-talet genomgick vagnarna en omfattande renovering och bytte littera till A30 respektive B30. Dessa gick i trafik ända till 2009.
Nutida trafik sköts i stort sett uteslutande med spårvagnar av typ A32, byggda av Bombardier, och vid enstaka tillfällen även typ A35, byggda av CAF. Den äldre typen A30 förekommer vid evenemang längs banan.

## Nockebybanans 105-årsjubileum
Söndagen den 1 oktober 2017 firade Nockebybanan 105 år. Det var 1912 som spårvägen nådde fram till Tranebergssund östra, vilket kan betraktas som det första embryot till Nockebybanan. A30 304 körde några turer mellan Alvik och Nockeby med flaggprydda vagnar.